# Sayed Shubbar Alawi
Sayed Shubbar Alawi (en árabe: سيد شبر إبراهيم علوي هاشم‎; Manama, Baréin, 11 de agosto de 1985) es un futbolista de Baréin que juega en la posición de guardameta. Desde el 2020 juega en el Al-Khaldiya SC de la Liga Premier de Baréin.

## Carrera

### Club
| Periodo   | Club                  |
| --------- | --------------------- |
| 2003-2005 | Al Ettihad SC         |
| 2005–2013 | Busaiteen Club        |
| 2012      | → Saham Club (cedido) |
| 2013–2016 | Riffa SC              |
| 2016–2019 | Al-Najma SC           |
| 2019      | Riffa SC              |
| 2020–     | Al Khaldiya SC        |

### Selección nacional
Alawi debutó con Baréin el 23 de marzo de 2009 en una victoria por 5–2 ante Zimbabue en un partido amistoso. En diciembre de Alawi fue incluido en la lista de jugadores para la Copa Asiática 2019.

## Logros
- Liga Premier de Baréin (4): 2013, 2014, 2019, 2022/23
- Copa FA de Baréin (2): 2013, 2014
- Copa del Rey de Baréin (3): 2018, 2019, 2022
- Supercopa de Baréin (2): 2019, 2022
- Primera División de Omán (1): 2011/12